# Bolboschoenus caldwellii
Bolboschoenus caldwellii là một loài thực vật có hoa trong họ Cói. Loài này được (V.J.Cook) Soják mô tả khoa học đầu tiên năm 1972.